# Cinema de ciència-ficció
El cinema de ciència-ficció és un gènere cinematogràfic que es basa en una versió fantasiosa de la realitat, relacionada amb totes les probables o desorbitades derivacions de la ciència i la tècnica. En aquesta línia hiperbòlica, el gènere conjectura sobre els temps venidors, encara que també suggereix la presència activa de vida extraterrestre i fins i tot idea possibilitats científiques inexplorades en el temps contemporani.

## Definició i etimologia

### Etimologia
La ciència-ficció és un gènere essencialment anglosaxó. És als països de parla anglesa on s'hi desenvolupa este gènere per primer cop i és en eixos països on s'hi seguix cultivant, encara que hi ha algunes excepcions a Europa, molt puntuals. Per este motiu el terme ciència-ficció ha estat objecte de certa controvèrsia.
A totes les llengües, per exemple al portuguès, el neerlandès, l'indonesi, el suec, el basc, el romanès o el francès, s'empra un calc traduït del nom originari, science fiction, però en Miquel Barceló remarca que "alguns lletraferits" (2015) han pretès traduir-lo per ficció científica sense tenir l'esperit mateix del gènere en compte. Quelcom que es retroba en idiomes propers al català, com el castellà que, a manca de trobar-hi cap alternativa millor, preferix treure el guió que el català o altres llengües més conserven.
Així doncs el terme ciència-ficció és un anglicisme traduït i acceptat des dels anys 1950 en la seua forma anglesa, amb guió tot i que traduïda.

### Significat
Els seus límits es confonen sovint amb els del cinema fantàstic i el cinema de terror, i alguns dels seus productes poden arribar a ser inclosos a qualsevol dels dos apartats. El terme mateix, però, ens pot ajudar a desdubtar-nos.
- és un compost entre ciència i ficció. Ciència, perquè este gènere aplica el mètode hipoteticodeductiu a la trama. És a dir, tota ciència-ficció consistix a preguntar-se què passaria si... i, les peripècies, són el seguit de conseqüències presentades a l'espectador, qui les observa, com si es tractés de veure en un laboratori el resultat d'un què passaria si.[1]

- cal afegir-hi el segon mot, ficció. Per tant, en una pel·lícula de ciència-ficció hi ha un pacte amb l'espectador. Este assumix que la idea central de la història és especulativa, més o menys racional, fins i tot versemblant. Assumix un desembocament de la hipòtesi que resulte coherent, deduïble amb certa lògica, però fictici.[1]

De manera general, el cinema de ciència-ficció tendix a presentar-se com un tipus de faula moral, que en alguns casos aconseguix una categoria filosòfica. També en línies generals, oferix una visió negativa del futur (distopia), tot fent entendre als especialistes que, mitjançant este tipus de produccions, l'espectador intenta conciliar els temors que l'assalten davant de troballes científiques que li resulten de difícil comprensió.

### Subgèneres
De pel·lícules de terror n'hi ha de diverses formes. Les maneress o formes variades de ciència-ficció són el resultat de l'evolució tecnològica a la societat. Moltes són pròpies d'una època determinada, que hui ja no fa tot el sentit d'ésser.
- Ciència-ficció dura 
  - Aventura espacial
  - Ciberpunk
  - Futur immediat
- Ciència-ficció tova
- Formes híbrides
  - Comèdia de ciència-ficció

## El llenguatge del cinema de ciència-ficció

### Llenguatge escrit

#### El lloc de la narració
Una part essencial del gènere és l'univers inconegut, aleshores la ciència-ficció posa l'espectador en contacte amb matèries vives procedents de l'espai exterior, amb habitants d'altres planetes i amb noves condicions de vida humana. Temes recurrents són les modificacions de la genètica, de les condicions d'espaitemps i la possibilitat de transcendir els límits de l'espècie (en pel·lícules que es barregen sovint amb les de superherois, on els protagonistes poden volar o mutar gràcies a experiments científics).

#### La trama de la narració
La història prototípica de la ciència-ficció és l'experiment mental. És a dir, es proposa una hipòtesi de caràcter científic, com ara què passaria si.
La situació inicial hauria de presentar-nos un món conegut, amb els protagonistes. En aquesta escena inicial hauria de sorgir-hi la hipòtesi científica. Per exemple, un científic té la idea de donar altre cop vida als dinosaures, un científic té la idea de provar de curar l’Alzeimer alterant l’ADN de ximpanzés, etc. Per tant, coneixem el científic, normalment presentat com a boig. Pot anar de la imatge prototípica del científic estrafolari al més seriós. En aquesta etapa inicial hi ha tota una utopia. El resultat hipotètic de l'experiència hauria de donar un món millor.
En ésser un món conegut, una hipòtesi raonada, l'espectador ha d’aconseguir sentir-se identificat. El protagonista és algú que juga a ser Déu. Sembla que mira de posar a la pràctica una hipòtesi que tot i semblar-nos plausible, dilucida un cert sentiment d’impossibilitat, d’anar més enllà dels límits marcats per la ciència. Aquí és on apareix la connotació del juguem a ser Déu.
Les peripècies són la posada en marxa de la hipòtesi, és a dir, el seu desencadenament o, més ben dit, l'experiment mental. La utopia es torna distopia, el món conegut es torna desconegut, apareixen resultats indesitjats com ara personatges inexistents abans de l'experiència, paisatges i societats irreconeixibles. En aquesta segona etapa de la narració es demana al lector l’anomenada activitat de comprensió lectora, és a dir, mirar de reconstruirs allò que a simple vista no és comprensible. És el moment en què ha d’aparèixer la distància cognitiva. Normalment, per arribar-hi, el guionista fa ús d’un cert bagatge cultural comú. Hi ha d’haver un vocabulari cultural que permeti la reconstrucció mental.
L'estat final ha de deixar espai a la reflexió. Ens ha de presentar una certa faula, és a dir, un contingut crític amb la tecnologia, el seu ús polític o social. Però, dins aquesta faula, hi ha d’haver reflexió prospectiva. Ha de servir per tal de prendre consciència de les derives del geni humà. La distopia que ens ha presentat la pel·lícula ha d’haver posat sobre una safata el bé i el mal, l'espectador hauria tot seguit, al final del film, avaluar-ne la responsabilitat de córrer el risc de desencadenar una distopia.

#### Els personatges de la narració
Els personatges de la ciència-ficció poden reunir-se en tres grans grups,
- Éssers de la terra
- Éssers exògens a la terra
- Éssers mecànics

El primer lot es constitueix del científic boig, l’heroi i la humanitat. La humanitat no és un personatge principal i malgrat això, és present durant tota la trama. A qualsevol moment de la pel·lícula, la humanitat hi és. Es troba constantment en perill. El mal l’assetja, tot i que no es materialitza sempre. La humanitat es pot presentar mitjançant una ciutat en pànic, la consciència mateixa de l’heroi o el científic boig.
El científic boig és un investigador molt competent, que descobreix algun mecanisme o fenomen d'enorme poder, encara que aquest fet sigui capaç d'enterbolir la moral del científic, que llavors es converteix en un perill per a la humanitat. Des del doctor Frankenstein fins al genetista que dissenya els dinosaures de Parc Juràssic, aquest model de personatge marca l'evolució del gènere. Està molt proper al vell arquetip de l'orgull: la persona que per voler conèixer massa es creu un déu i llavors és castigada (mite que des de Prometeu i la Torre de Babel recorre totes les arts).
Aquest personatge és normalment masculí, la qual cosa ens parla d’una societat patriarcal. En efecte, el món de la ciència ha estat gairebé sempre reservada a la figura masculina. Per això difícilment trobarem una científica boja a les pel·lícules de ciència-ficció.
El segon lot es construeix de tot ésser viu que no visqui al planeta Terra. Són àliens o extraterrestres. El guió plasma normalment les pors més profundes de l'espectador en aquests personatges. Això vol dir que s'hi atorga dos rols. Un primer, dolent, una espècie estrangera que entra en contacte amb la humanitat i voldria matar-la, encara que ho faci irracionalment, sense consciència. I, un segon paper, l'extraterrestre bo, amic de la humanitat i els humans. En aquest cas s'intercanvien ben sovint els rols i qui amenaça d’extingir algú altre, són els mateixos humans. L’àlien es troba de cop i volta en perill.
El tercer lot són totes les màquines que prenen vida. La creació humana és tant genial a la ciència-ficció que les màquines prenen vida. En aquest àmbit, el seu creador, l’home, els hauria programat per tal que no agredissin mai l’ésser humà, però tota pel·lícula de ciència-ficció vulnera aquesta regla d’or.

#### El temps de la narració
Les narracions poden transcórrer en el present, en el futur, en el passat o, fins i tot, en un temps alternatiu aliè a la nostra realitat, com s'esdevé en el cas de les ucronies o narracions ambientades en els universos paral·lels. El rellotge s'atura o en tot cas quedem atrapats en el temps. Tot és contradictori perquè les naus viatge a més velocitat que la llum.
Un exemple evident d’això és Retorn al futur. El títol mateix de la pel·lícula és una contradicció perquè ens envia cap a la noció de passat (retorn), a partir d’un present (cal retornar), vers un futur (al futur). El temps, el rellotge, els minuts i tot plegat s'han distorcionat. L'espectador veu passar els dies, la nit, el sol i els mesos, a una velocitat de mil·lèsim de segon.

### Llenguatge audiovisual

#### Efectes especials
L'efecte especial més comú de la ciència-ficció és la possibilitat de volar. Existix sobretot al subgènere de l'aventura especial un efecte de gravetat zero i degut a això, cal presentar els personatges volant. Este efecte s'acconseguix amb la fotografia i el muntatge.
Un efecte essencial a les pel·lícules de ciència-ficció és l'ús de maquetes o d'animatrònix que reprodueixen a escala algun ésser viu imaginat. Gairebé tota la saga de Star Trek s'enregistra d'esta forma. És un efecte que s'acompanya prou sovint de sons estranys que s'obtenen després del muntatge.
Històricament s'aprecia que els efectes especials no s'adiuen gaire a la realitat quan es comencen a produir les primeres pel·lícules de ciència-ficció. En efecte, molts cops, els astronautes eixien de les naus i en mig de l'espai, sense trajo ni màscara respiratòria, caminaven com si foren a la Terra. L'efecte de gravetat no s'hi reflectia pas. A mesura que avança el temps, les produccions ja es mostre immensament més realistes, amb l'eliminació del so en mig de l'espai.
La informàtica ha millorat considerablement tots els efectes especial. Hui l'ordinador permet un realisme que no s'havia pas assolit abans i que com ara Robocop s'aconseguia mitjançant una combinació de dibuix gràfic amb filmació.

#### Ritme i plans
El ritme de les pel·lícules de ciència-ficció varia segons el gènere. De forma general l'aventura espacial és força pausada i incrementa el seu ritme a mesura que hom s'apropa al clímax. Altres gèneres, com el ciberpunk, mantenen des del primer minut un ritme força accelerat.
Els plans tendixen a jugar amb l'òptica:
- pla general per a situar l'espectador
- pla mitjà per a fer veure que la terra, la nau o el planeta són immensos

A les aventures espacials s'hi fa ús freqüent dels contrapicats per tal de donar la sensació que hom es veu aixafat per la immensitat de la nau o el planeta.
Normalment els plans són oberts i només es recórrer als plans tancats si cal iniciar diàleg entre personatges. Fins i tot els éssers exògens a la terra s'hi representen habitualment amb plans contrapicats i generals. La ciència-ficció necessita poder mesurar el món amb la càmera. D'aquesta manera, els enfocaments es pensen per tal de donar una noció d'espai i mesura a l'espectador.
Tanmateix, a la ciència-ficció tova o al ciberpunk, els plans ja són molt més curts i les panoràmiques no fan gaire sentit, llevat de voler situar l'espectador. Màtrix és una pel·lícula amb molts plans curts i girs de 360 graus amb intenció de produir efecte d'estancament espaciotemporal.

## Sociologia de la ciència-ficció

### El producte de la indústria
Una anàlisi detallada de la ciència-ficció i de la fantasia permet arribar a la conclusió que la ciència-ficció és un gènere producte de la contemporaneïtat mentre que la fantasia s'adiu immensament més a l'Antic Règim.
En efecte, el cinema de fantasia és màgic i supersticiós. Hi ha una lluita entre el bé i el mal. No es posa a prova cap premissa. El mal temptaria el món terrenal. Les bruixes, els bruixots o els follets màgics en són els personatges principals. La ciència-ficció, en canvi, partix d'una hipòtesi i mira de demostrar-la encara que tot siga ficció. És el mètode cientíific posat a les mans de la narrativa per tal de produir un guió final que és tant o més fantasiós que la fantasia, tot i que som davant d'una narrativa raonada, del raonament científic, cartesiana i empírica. Per exemple, la tecnologia hauria permès que els cotxes volen, l'hibridatge entre l'ésser humà i el robot, que els robots prenguen ànima, viatjar fora del sistema solar o tornar a donar vida als dinosaures. No és superstició, són escenaris possibles i hipotètics que la Revolució Industrial pot a tot moment tornar verídics amb l'ajuda de la recerca científica.
Per tot plegat el gènere de la ciència-ficció és un producte de la Revolució Industrial i de la societat contemporània d'ençà la Revolució Francesa amunt.

### Societat etnocèntrica
Titular una pel·lícula de ciència-ficció de Dia de la independència no és cap innocència. És un acte volgut que ens parla abastament sobre les colonitzacions europees. Les pel·lícules sobre invasions són en ciència-ficció la materialització encara que fictícia de les conseqüències d'una colonització.
La primera novel·la que parlava d'invasions era de H. G. Wells. A La guerra dels mons l'escriptor britànic es va inspirar de les colonitzacions britàniques per tal de recrear una invasió estrangera que hauria vingut per atemorir i destruir tota la nació. Les invasions es fan sempre amb males intencions, amb abús de poder i, això no obstant, s'utilitzen com a boc espiatori.
Les invasions són en ciència-ficció una manera de mostrar al públic quines han estat les conseqüències de les colonitzacions. S'hi canvia el rol i els agressors passen a ser envaïts. Entenen d'esta forma quin efecte té anar-se’n a colonitzar territoris aliens. És justament la intenció d'Avatar.
Són pel·lícules amb un missatge potent. Ens parlen de societats etnocèntriques. Ambicionen fer-se amb els recursos dels altres sense demanar-ne el permís. Tot s'hi val, fins i tot la destrucció de llars senceres i la mort del veí. Però durant les guerres han estat utilitzades per exaltar este xovinisme. Així Independence Day recrea la invasió estrangera de la nació estatunidenca, víctima de terribles dolents forasters amb ganes de brega i una tecnologia tant potent que ningú sap fer-hi front.
Altres pel·lícules de ciència-ficció empetitixen l'ésser humà. Quin lloc se suposa que hauria de tenir la humanitat davant el mar negre que hi ha després de l'atmosfera. Les pel·lícules de la dècada dels 1970 ens parlen de societats que també saben mesurar cadascuna de les coses que les envolten. L'espai és immens i quan hom se'l mira, es torna difícil pensar que l'espècia humana i els habitants de la terra són els únics. Hauria d'haver-hi alguna espècie més, algun planeta més, encara que fora del nostre sistema solar amb vida.
La societat demostra així doncs la seua natura social, així com la seua capacitat de qüestionar-se i d'entendre que no és pas el centre de l'univers.

### Binomi, tecnologia i humanitat
La ciència-ficció és una finestra que ensenya com evoluciona la tecnologia i les mentalitats de cada societat. Per exemple, a la dècada dels 1950 les pel·lícules abordaven sovint la temàtica dels monstres mutants. La força nuclear els hauria transformat en bèsties gegantines amb capacitat de destruir-ho tot front seu, així com la bomba nuclear havia destruït Nagasaki i Hiroshima. En canvi, a la dècada dels 2010, les pel·lícules de ciència-ficció parlen de viure a Mart amb una càmera activa i enregistrant les vint-i-quatre hores del dia, o de posar-se a la pell d'un indígena amb un avatar, fins i tot de trobar la seua parella ideal amb l'ajuda de l'ADN.
La ciència i la tecnologia no és doncs la mateixa als 1950 que als 2010. A la darrera dècada hi ha el sorgiment de les xarxes socials amb què la població es coneix virtualment. D'ací l'interès de trobar la seua parella amb l'ajuda de l'ADN. També entre la Xina i els empresaris estatunidencs, ha tornat la cursa espacial, esta volta per habitar el planeta Mart. D'ací l'interès de viure un reality xou al planeta vermell.
Amb Avatar la població dels anys 2000 i 2010 demostra tenir inquietud per l'ecologia. La tecnologia i la indústria s'han desenvolupat de tal manera que hui el risc és desaparèixer a causa de la petjada humana sobre la natura. A banda de l'evolució tecnològica, arrere cada pel·lícula hi ha també les preguntes que es fa l'ésser humà front les seues pròpies creacions. Què passaria doncs si en una missió espacial cap a Mart, l'astronauta es queda sense benzina i no pot tornar? Sobreviuria tot sol? Això mateix són les preguntes contemporànies de la societat, probablement difícilment no les trobaríem pas a la dècada dels 1940 o dels 1930.
Hui tot film de monstres que arriben i assetgen la ciutat seria ridiculitzat. Es trobaria quelcom de massa grotesc, poc elaborat, massa infantil o gens realista. Les mentalitats canvien, així com canvia la pròpia societat. La ciència-ficció ens diu com i, resumidament, les societats evolucionen segons com evolucione la tecnologia i la ciència.

### La tecnologia no és innocent
La faula que hi ha a cada pel·lícula de ciència-ficció és una visualització de la transcendència del pensament humà sobre les seues accions culturals i tecnològiques. És a dir, les pel·lícules d'este gènere ens ensenyen que l'ésser humà és essencialment i obligatòriament cultural. No pot de cap manera o difícilment desfer-se de la seua cultura, la seua manera de pensar i de fer. Està del tot contaminat per unes cosmovisions que li són pròpies, alhora que inherents.
D'esta manera els films ens mostren que cap tecnologia no és neutra. Pensem, sovint, que la tecnologia es torna perillosa segons com l'utilitzem, però a les pel·lícules de ciència-ficció s'hi demostra clarament que la tecnologia que l'home inventa a partir de les recerques científiques que fa no és en gens neutral. Hi ha sempre una intencionalitat que pot revelar-se tant o més perillosa que l'ús que en puga fer l'usuari o usuària.
Tota societat humana és doncs eminentment cultural i projecta esta cultura mitjançant la tecnologia.

## Història
La ciència-ficció neix veritablement al cinema durant la dècada dels 1950 en plena Guerra Freda. Eina de propaganda per al bloc capitalista, hi ateny el seu gran apogeu, multipliant-se a la televisió i a les botigues de joguines. Però la literatura de ciència-ficció ja existix des del XIXè segle i les primeres pel·lícules sobre ciència-ficció són de Georges Méliès. Entre l'any 1898 i els anys 1930 ixen algunes pel·lícules de ciència-ficció, però res és com el boom que va haver-hi als 1950.

### L'era dels trucatges
L'any 1898, amb La Lune à un mètre ou Le Rêve de l'astronome de Georges Méliès, aparegué el cinema de ciència-ficció íntimament lligat al cinema fantàstic com a branca important. En bona part, el cinema seguïx el rastre de la literatura, i el mateix autor es va inspirar en l'obra de Jules Verne per rodar el seu Le Voyage dans la Lune (1902), utilitzant trucs fotogràfics per representar el viatge d'una nau espacial a la lluna. Així, els nous descobriments tecnològics promouen nous arguments de ficció. Tal va ser el cas del castellà Segundo de Chomón, el film més conegut del qual, El hotel eléctrico (1908), aprofundix en les possibilitats de l'energia elèctrica, l'ús de la qual es generalitzava aleshores.
Diverses pel·lícules fusionaren la ciència-ficció amb el cinema de terror, com Frankenstein, una adaptació de (1910 de la novel·la de Mary Shelley, Dr. Jekyll and Mr. Hyde (1912), o L'home invisible (1933).
La pel·lícula russa Aelita (1924), de Iàkov Protazànov, és considerada una de les primeres obres mestres d'un gènere que va agradar particularment a un seguidor de l'expressionisme alemany, Fritz Lang, qui va traçar a Metropolis (1926) un avenir que guardava no pocs paral·lelismes amb l'ascens del nazisme. Menys transcendent, el viatge al passat de El món perdut (1925), de Harry O. Hoyt, s'inspirava en l'obra homònima d'Arthur Conan Doyle, i proveïa el gènere d'una altra de les seues convencions: els monstres prehistòrics que sobreviuen a l'extinció.
Pels mateixos volts, la generalització d'historietes de ciència-ficció, com Flash Gordon, va afavorir la seua adaptació cinematogràfica. Exemples d'aquesta tendència són el mateix Flash Gordon (1936), de Frederick Stephani, i Adventures of Captain Marvel (1941), de William Witney i John English.

### Generació pulp
Durant la dècada del 1950, aparegueren uns quants títols en clau socio-política, amb alienígens que, fins i tot mancant d'imatge antropomòrfica, venien a simbolitzar els horrors potencials d'una amenaça exterior. En un grau més o menys matisable, trobem The Thing (1951), de Christian Nyby, The Day the Earth Stood Still (1951), de Robert Wise, The War of the Worlds (1953), de Byron Haskin, i Invasion of the Body Snatchers (1956), de Don Siegel.
Entre els anys 1950 i 1960 hi ha un retorn a les disfresses i als personatges grotescos. Llangardaixos gegants que destruïxen les ciutats, aranyes de mil potes de la mida d'un gratacel, dinosaures mutants, polps de la mida del Capitoli, formigues gegants i radioactives, etc. S'hi aprecia el llegat deixat per les bombes llançades al Japó durant la guerra. Moltes de les pel·lícules d'eixa dècada continuaven sent de sèrie B, amb baix pressupost. Algunes pel·lícules examinaven la temàtica del viatge espacial, com Destination Moon (1950), Conquest of Space (1955), This Island Earth (1955), The Angry Red Planet (1959) i First Man into Space (1959). El viatge espacial també induïa la idea de criatures visitant la Terra com a L'enigma d'un altre món (1951) i It! The Terror from Beyond Space (1958).
Època de disfresses, el marxandatge no es deixa esperar. Les revistes pulp, amb historietes de ciència-ficció o de ficció, de qualitat més aviat dolenta, però a bon preu i venudes en benzineres o quiosc, són un fenomen que de mica en mica deixa lloc als còmics on els superherois estrenen amb la ciència-ficció la millor propaganda possible per als Estats Units. Un home verd, musculós i fruït de la radioactivitat, un home aranya fruït de la fusió del seu ADN amb una taràntula, un home elàstic, un altre de foc i, finalment, una dona meravelles, són alguns dels ingredients de l'imaginari que exporten els Estats Units a la resta del món. Són superhomes, figures tot poderoses, justiciers i, d'alguna manera, la imatge que el mateix país vol donar de si mateix al bloc capitalista.
A la següent dècada, Stanley Kubrick, amb una reflexió més adulta, 2001: una odissea de l'espai (1968), oferia una perspectiva realista de l'avenir científic, fent, lliscar una meditació entorn de l'origen de la intel·ligència humana i a les possibilitats de la intel·ligència artificial. Altres pel·lícules de la dècada van ser Fahrenheit 451 (1966) i El planeta dels simis (1968), que proporcionarien crítiques socials, i l'extravagant Barbarella (1968), de Roger Vadim, que explorava la vessant més infantil de la ciència-ficció.

### L'era de les galàxies
Durant la dècada del 1970, gràcies als viatges tripulats a la lluna, va ressorgir l'interès pel cinema de ciència-ficció. Solaris d'Andrei Tarkovsky utilitzava tècniques visuals i comentaris filosòfics que recordava la pel·lícula de Kubrick. Les pel·lícules de començaments de la dècada van explorar el tema de la paranoia, on s'hi representava a la humanitat sota l'amenaça ecològica o tecnològica de la seua pròpia creació, en títols com THX 1138 (1971), A Clockwork Orange (1971), Silent Running (1972) i Westworld (1973). També hi va haver pel·lícules de suspens com Soylent Green (1973) i Futureworld (1976) i comèdies de ciència-ficció, entre més, Sleeper (1973) de Woody Allen i Dark Star (1974) de John Carpenter.
El tipus de cinema que es produïx als setanta és activista perquè es nodrix de la Nouvelle Vague dels seixanta. Es torna una eina per pensar, criticar els excessos de la societat i de la política. S'hi explora la teologia, se cerca descobrir l'essència de l'ésser humà. Els films volen ser més intel·lectualitzants. S'avorrix les difresses i els monstres grotescs. Els directors cerquen realisme. El boc espiatori ha deixat lloc a una reflexió sobre l'home i l'espai.
La ciència-ficció vol representar en esta dècada el futur en forma de comentari present, tot mostrant la deriva tecno-totalitària que poden prendre les tecnologies que crea l'home, com ara Alphaville (1965) de Jean-Luc Godard, Fahrenheit 451 (1971) de François Truffaut o THX 1138 (1971) de George Lucas.
La fascinació per una idea messiànica dels extraterrestres queda de manifest a Encontres a la tercera fase (1977) i a E.T. l'extraterrestre (1982), de Steven Spielberg. Enfrontant-se a esta perspectiva benèfica, Alien (1979), de Ridley Scott, insistix en la imatge amenaçadora dels alienígenes.
D'altra banda, sorgixen constants adaptacions de telesèries i còmics populars. En esta direcció, destaquen Star Trek (1979), de Robert Wise, i Superman (1978), de Richard Donner. El renaixement del temor atòmic va provocar creacions com Mad Max (1978), de George Miller, on es dibuixava un terrible futur postapocalíptic.

### El cinema kitch
Els anys 1980 són la dècada del consum per excel·lència. Tot és susceptible de vendre’s. Els productors de cinema estatunidencs volen desbancar el cinema de la Nouvelle Vague, si més no el seu llegat, i per este motiu posen tots els mitjans necessaris per arribar-hi. El cinema de gran pressupost es posa al dia. Principalment, focalitza els seus esforços en el públic jove, i la ciència-ficció hi serà per meravellar-ne els ulls.
Moltes estrenes testimonien d'esta orientació cap a l'entreteniment, l'objectiu de les quals no és fer pensar l'espectador, però endinsar-lo en una història plaent. En són exemples E.T. l'extraterrestre (1982) de Steve Spielberg, Retorn al futur (1985) de Robert Zemeckis, Cocoon (1985) de Ron Howard, Exploradors (1985) de Joe Dante, La meva noia és una extraterrestre (1988) de Richard Benjamin, Flubber, Galaxina, Brazil, El xip prodigiós, Spaceballs, Alien Nation o 2010.
A banda, emergix un gènere nou, de cops anomenat technoir, altres cops de ciberpunk. Blade Runner, estrenada l'any 1982, ja és ciberpunk. El seu univers fosc, d'ambient thriller, els seus decorats astorants i els seus androides fugitius, donaren a la ciència-ficció una nova dimensió. L'ésser humà hi és trepitjat pel sistema, la tecnologia hi és perillosa i violenta, gairebé omnipresent. S'estrena d'esta manera un gènere més amb tot una sèrie de pel·lícules sinistres que barregen distòpia, militarisme, terror, etc. Pel·lícules il·lustratives són Terminator, Tron, Maximum Overdrive, La Mosca o RoboCop.

### La ciència-ficció mai no mor
Els anys 1990 haurien d'haver estat el punt final de la ciència-ficció perquè queia el mur de Berlín i ja no calia emprar-la com a eina de propaganda. Però va passar exactament el contrari. La conclusió no va trigar a emetre's: la ciència-ficció mai no mor.
Tron, pel·lícula ciberpunk, realitzada per Steven Lisberger, és el primer film comercial que recorre massivament a la imatge generada per ordinador. Esta tecnologia obres noves possibilitats a la ciència-ficció. El cinema l'explota cap al final dels anys 1980, fent que el cinema dels 1990 es torne digital.
L'apogeu dels efectes especials digitals va donar noves empentes a l'entreteniment, encara que n'abusés. Jurassic Park, Armagedon, Stargate o Men in Black en són exemples. Les pel·lícules inauguren una certa reflexió sobre el mite platònic de la caverna i la hipòtesi escèptica de René Descartes del geni malèvol. Això és conseqüència de la informàtica mateixa i l'aparició dels primers reality xou. L'obra de George Orwell en què s'hi retrata un Gran germà que tot ho controla, es torna font d'inspiració. Aquests films es pregunten si el món que vivim és real o no, si és el fruït d'una il·lusió, així com les ombres de la caverna de Plató. Hi ha en aquest aspecte un gran diàleg entre videojocs i cinema. Matrix és en aquest cas la pel·lícula que millor sap narrar aquesta caverna paltònica.

### El cinema digital
Els anys 2000 són el punt de transició en la concepció de la ciència-ficció en el cinema. Encara que algunes produccions seguïxen amb els codis dels anys 1990, de forma general hi ha un nou tipus de ciència-ficció. Tot és plenament digitalitzat i a més d'això hi ha una certa consciència ecològica a totes les produccions. Som front la generció de tot internet, amb un gran desig de modernització, com més va més. L'arribada de l'ordinador i internet accelera notablement la Revolució Digital i el cinema es dedica a tractar la temàtica dels robots.
Hi haurà, d'una banda, el millor cinema digital amb Missió a Mart de Brian De Palma, Jo Robot d'Alex Proyas, A Scanner Darkly de Richad Linklater, Avatar de James Cameron o Transformers de Michael Bay. Disney explora la temàtica dels robots amb Wall-E o Robots, tot i que hi ha lloc igualment per a la radioactivitat amb Els Increïbles. És cinema d'animació en 3D. Pixar estrena este nou tipus de pel·lícules i Disney es troba de cop i volta amb competència a totes bandes. Moltes pel·lícules catalanes i castellanes d'animació s'ambientent en la ciència-ficció i arriben a tenir molt bona acollida fora de les seues pròpies fronteres. És el cas de Pinotxo 3000K o de Planet 51. De mica en mica la ciència-ficció conquerix l'animació en 3D com ara Star Wars, Número 9, Descobrint als Robinson, Astro Boy, Jimmy Neutró, les Tortugues Ninja, Tità AE, Space Chimps o Anem a la Lluna.
D'altra banda, ara que la tecnologia ha canviat, la indústria torna als remakes amb El Planeta dels Simis, Star Wars, Rollerball, Battestar Galactica, Invasion o V. La compra de Marvel per part de Disney origina a la segona meitat de la dècada tot de remakes de les cèlebres sagues de superherois de la dècada dels 1960. Spider-Man, X-Men, Avengers, etc.

### L'era del Big Brother

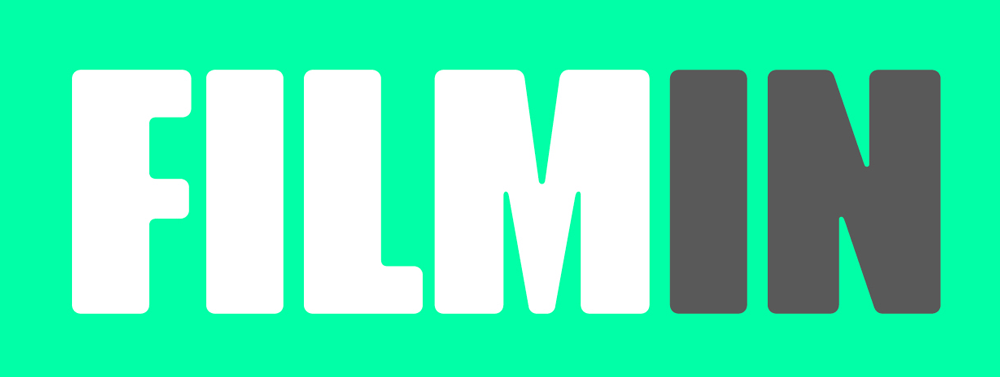
Filmin, plataforma de cinema en streaming.

In Time, exemple de ciència-ficció tova, de futur immediat

A la dècada dels 2010 s'aprecia una nova manera de consumir cinema de forma general. Les plataformes de streaming són les noves productores de la ciència-ficció. A banda del cinema clàssic, de la televisió, ara el consum es desplaça igualment a Internet. És en aquest indret que s'hi consumeix més cinema. Els Estats Units hi continuen liderant el mercat. Netflix, que és qui estrena l’streaming a nivell cinematogràfic, esdevé un monopoli amb dret a injectar propaganda. L'empresa és sintomàtica de la societat mateixa.
La crisi econòmica ha iniciat una fase de monopolització del mercat alhora que l’aparició d’economies informals que necessiten regulacció. És en aquest aspecte on l’streaming manca d’ètica. Per exemple, Disney quan estrena la seva pròpia plataforma de cinema en streaming, resol no traduir les seves pel·lícules a llengües minoritzades com ara l’islandès, el letó, el lituà, el basc o el català. Part de les seves produccions ja han estat traduïda, com és el cas dels territoris de parla catalana, però amb tota arrogància, la companyia no les proposa o les proposa tard, sense traduir la plataforma mateixa. Manté, així doncs, posició d’abús de mercat, amb tal amplitud que ha pogut tornar a engegar la màquina de les pel·lícules sexistes i classicistes com és el cas de Frozen, Big Hero, Ralph, Epic, Brave, etc.
El consum de cinema mitjançant internet ha potenciat el resorgiment de les sèries de televisió i això ha impactat en la ciència-ficció. Per exemple, Stranger Things o The mandalorian. A nivell argumentatiu, les pel·lícules de ciència-ficció han deixat lloc gairebé exclusiu a la temàtica del Gran Germà. L’omnipresència de la tecnologia a la societat dels anys 2010 engendra molta preocupació a l'entorn de la protecció de la intimitat. La crisi econòmica i la corrupció política, reflex del sistema mateix, ha estat un maldecap important arreu del món. Les societats industrialitzades han vist com els governs adquirien més i més tocs autoritaris. El procés d’industrialització a societats antigament comunistes no ha estat sinònim d’alliberament i avui la tecnologia ajuda i tot els seus governs a perllongar-ne la dictadura.
Per això la ciència-ficció tendeix a recrear la dictadura digital, a trobar superherois mutants que reparteixin justícia. Un exemple d’això és Els Jocs de la Fam, The Maze Runner o Divergent. MARVEL, comprada per Disney, engega amb molt d’èxit els remakes. De fet, de forma general, no existeix molta originalitat, tot ha estat reprès. Per exemple, la saga Parc Juràssic és recomposta per a donar encara més espectacularisme al públic. La crisi econòmica ha esgotat fins i tot Hollywood, de manera que alguns grans directors de cinema, com ara Steven Spielberg, han provat d’experimentar amb la virtualitat a Ready Player One.

## La ciència-ficció arreu del món

### El cinema de ciència-ficció català
Als PPCC no s'han filmat gaire pel·lícules de cinència-ficció, però alguns autors sí que s'han interessat pel gènere i han portat a terme obres força interessants, sovint més reconegudes fora de Catalunya que dins: Agustí Villaronga (El niño de la Luna, 1989), Óscar Aibar (Atolladero, 1995) i Carlos Atanes (FAQ: frequently asked questions, 2004 i PROXIMA, 2007). A banda, cal destacar adaptacions a la gran pantalla d'obres escrites, com ara Mecanoscrit del Segon Origen.

## L'impacte del cinema de ciència-ficció a la societat

### Política i ciència-ficció
La ciència-ficció està molt vinculada a la Guerra Freda. Els Estats Units engeguen els primers la màquina de la propaganda. Pel·lícules, revistes, sèries de televisió i marxandatge. Tot hi passava. L'espai era la nova batalla i la ficció havia de seguir-ho. Tot aprofitant la seua postura hegemònica a França, Itàlia, Països Baixos o Luxemburg, fins i tot a Suïssa, l'Argentina i el Canadà, entre més, les pel·lícules nodrides de patriotisme nord-americà desfilaven a gran volum.
Així a les pel·lícules de ciència-ficció que hi havia al bloc capitalista s'hi podia apreciar com els EUA combatien contra alienígenes vinguts a destruir la societat estatunidenca. Eren herois, testosteronats, que agafaven el timó i s'endinsaven en lluites per clavar la bandera fora del Planeta Terra. Però al bloc soviètic també hi va haver dosi de propaganda.
La Unió Soviètica se servia de la ciència-ficció per allistar la seua ciutadania a les ambicions imperials. La ciència-ficció havia de servir per incentivar la població a voler formar part dels equips que enviaven a l'espai, gossos, satèl·lits i persones. Era una forma subliminar de tornar la població partidària a la guerra estel·lar, tal com es batejà aleshores.

### El marxandatge
Així com el terror, la ciència-ficció és generadora d'imatges i per aquest motiu s'ha reprès abastament en clau comercial. En primer terme amb el marxandatge. La pel·lícula E.T. l'extraterrestre n'és l'evidència més evocadora. De seguit que surt la pel·lícula al cinema que el món dels videojocs s'afanya a crear el seu propi joc per tal que tothom puga jugar a trobar l'extraterrestre. Peluixos, pòsters, revistes, joguets i decoracions per a les habitacions, la ciència-ficció ha estat productora de grans masses de diners.
Lego ha obtingut el dret d'explotar part de la imagineria que fa desfilar Star Wars mentre que Playmobil prefereix jugar amb la saga de Retorn al futur. Ultra el marxandatge, la ciència-ficció també ha donat diners en forma de parcs temàtics. Disney n'és un. N'hi ha que ho fan per plena diversió, d'altres per tal d'educar. Així mateix Futuroscope a França aprofita l'evolució tecnològica i la ciència-ficció per a entretenir, però La cité de l'espace, també a França, prefereix ser una eina pedagògica.
L'hàbit més comú a les fires són les atraccions que recreen coets voladors, naus espacials, etc. Avui la realitat augmentada i la realitat virtual permet fer passes una mica més endavant, amb la promoció de jocs 4D.

### Ciència-ficció i docència
És evident que l'especulació de la ciència-ficció es fa amb una voluntat bàsicament artística i en absolut científica. Però també és possible recórrer a la ciència-ficció amb objectius explícitament docents, si més no, esta ha estat la defensa de molts científics durant la història.
Isaac Asimov (1920-1992), Carl Sagan (1934- 1996), Arthur C. Clarke (1917-2010) o Gregory Benford (1941), han estat destacats autors en este àmbit.

### Entre idolatria i mitificació
La ciència-ficció ha generat un curiós fenomen, la creació de grups d’aficionats (fans), coneguts com a fandoms, que consumeixen gairebé exclusivament ciència-ficció. Saben totes les trames de la ciència-ficció, els seus personatges, els seus productors, els seus directors, homes i dones, compren el seu marxandatge i celebren festivals amb premis, xerrades i disfresses. Aquest fenomen, propi de les societats industrialitzades d’Occident, permet fer una aturada i parlar dels conceptes de mite i idolatria.
Una lectura sociològica ens permet entendre que a les societats industrialitzades hi ha hagut pèrdua permanent de contacte amb la natura. El sistema polític establert d’ençà la Revolució Francesa ha assolit desdir-se de la religió i posar la ciència al centre. Déu hi és mort perquè la societat ja no hi creu, és a dir, la societat ha deixat de creure en Déu i, per tant, aquest buit l’omplen els personatges de ciència-ficció. D’aquesta forma les noves divinitats són els protagonistes de MARVEL o Avatar. D’aquí en surt el fenomen dels fans, un abreujant que vol significar fanatisme.
Però, a l’arrel, hi trobem dues actituds i dos conceptes diferents. La ciència-ficció és capaç a les societats industrialitzades de generar mites. És sobre un personatge, una història o una sèrie de personatges que el públic mira d’emmirallar-s'hi per a autoprojectar-se en més bé. Aquesta actitud seria diferent a la de la idolatria que és la veneració d’objectes que representen persones. Aquí és on creuen la línia del fan. A manca de tenir cap Déu, la població se’ls busca a la ciència-ficció i, per això mateix, un fandom es caracteritza per la compra massiva i gairebé irracional de marxandatge de les seves pel·lícules de ciència-ficció preferides.